# Christoph Lang
Pour les articles homonymes, voir Lang.
Christoph Lang, né le 7 janvier 2002 à Deutschlandsberg en Autriche, est un footballeur autrichien qui évolue au poste d'avant centre au Rapid Vienne.

## Biographie

### En club
Né à Deutschlandsberg en Autriche, Christoph Lang commence le football au SV SW Lieboch avant d'être formé par le SK Sturm Graz, où il poursuit sa formation.
Le 17 juillet 2021, Lang fait sa première apparition en équipe première, à l'occasion d'une rencontre de coupe d'Autriche face au ATSV Stadl-Paura (en). Il entre en jeu et se fait remarquer en inscrivant également son premier but, contribuant ainsi à la victoire des siens (0-9 score final). Il joue son premier match de première division autrichienne le 23 juillet 2021, face au Red Bull Salzbourg, lors de la première journée de la saison 2021-2022. Il entre en jeu à la place de Kelvin Yeboah, et son équipe s'incline sur le score de trois buts à un.
Le 22 avril 2022, Christoph Lang est prêté au SV Ried jusqu'à la fin de saison.
Le 30 juin 2023, Christoph Lang est de nouveau prêté, cette fois au TSV Hartberg pour une saison.
Lang inscrit son premier but pour le TSV Hartberg le 6 août 2023, à l'occasion d'une rencontre de championnat contre le FC Blau-Weiß Linz. Il est titularisé et les deux équipes se neutralisent (3-3 score final).
Le 16 janvier 2024, lors du mercato hivernal, Christoph Lang rejoint le Rapid Vienne. Il signe un contrat courant jusqu'en juin 2027.

### En sélection
En novembre 2022, Christoph Lang est appelé pour la première fois avec l'équipe d'Autriche espoirs. Il fait sa première apparition avec les espoirs lors de ce rassemblement, le 17 novembre 2022, contre la Turquie. Il est titularisé et les deux équipes se neutralisent (1-1 score final).
Le 27 mars 2023, Lang se fait remarquer lors d'un match amical contre la Moldavie en réalisant un doublé. Titulaire, il délivre également une passe décisive pour Pascal Estrada sur l'ouverture du score, en plus de ses deux buts, et permet à son équipe de s'imposer (0-4 score final),.